# Delgadillo
Delgadillo är en ort i Mexiko.   Den ligger i kommunen Genaro Codina och delstaten Zacatecas, i den centrala delen av landet, 500 km nordväst om huvudstaden Mexico City. Delgadillo ligger 2 378 meter över havet och antalet invånare är 102.
Terrängen runt Delgadillo är platt åt nordost, men åt sydväst är den kuperad. Terrängen runt Delgadillo sluttar västerut. Runt Delgadillo är det glesbefolkat, med 10 invånare per kvadratkilometer. Närmaste större samhälle är Las Chilitas, 15,4 km norr om Delgadillo. Trakten runt Delgadillo består i huvudsak av gräsmarker.